# Hector Blanckaert
Hector Blanckaert (Veurne, 22 maart 1877 - 20 januari 1958) was burgemeester van de Belgische stad Veurne.

## Levensloop
Hector Hoseph Blanckaert was een zoon van Pieter Blanckaert (1841-1916) en Melanie Vanysacker (1836-1922). Van beroep was hij schrijnwerker. Hij bleef vrijgezel.
Voor 1940 was hij schepen van Veurne en werd aan de kant gezet tijdens de bezetting. In september 1944 was hij beschikbaar om als dienstdoende burgemeester te worden aangesteld. Hij bleef dit tot einde 1946. Hij stelde zich geen kandidaat meer bij de eerste naoorlogse gemeenteverkiezingen (hij was toen bijna 70) en werd op 1 januari 1947 opgevolgd door Auguste Floor.